# Bertran I de Forcalquier
Bertran I d'Urgell i de Forcalquier (? — 1144) va ser comte de Forcalquier de 1129 a 1144. Era fill de Guillem III d'Urgell i de Forcalquier i de Garsenda d'Albon.
Segons la Foundation for Medieval Genealogy, va succeir al seu germà Guigó d'Urgell i Forcalquier el 1149, però va morir poc després. Segons Florian Mazel, hauria estat comte de 1129 a 1144. Probablement la Foundation for Medieval Genealogy no considera la possibilitat de successió indivisa i per això fa morir a Guigó el 1149. Si el comtat de Forcalquier es regia sota el règim de la successió indivisa, com ho havia estat abans el comtat de Provença, Bertran hauria pogut ben bé morir realment el 1144 seguit uns anys després del seu germà Guigó, i hauria quedat únic comte breument, o co-comte amb els seus nebots. Si Guigó va morir primer, llavors Bertran l'hauria succeït breument, i al morir hauria deixat pas als seus fills. Cal anotar que el fill de Guigó Guillem, va morir abans que el seu pare, i no va arribar a ser comte.
De la seva esposa Josserande de Flota (filla d'Arnold i d'Adelaida de Comps), Bertran I va tenir a:
- Bertran II d'Urgell i Forcalquier († 1207), comte de Forcalquier
- Guillem IV d'Urgell i Forcalquier († 1209), comte de Forcalquier
- Alícia d'Urgell i Forcalquier († després de 1219), casada el 1180 a Girald Amic de Sabran, senyor de Châteauneuf, de Thor i de Jonquières.